# Überwasserwaffensystem
Überwasserwaffensystem ist ein Sammelbegriff für Schiffe, Boote oder andere Überwasserfahrzeuge, die durch Unterbringung von einem oder mehreren Waffensystemen zur Waffe umgebaut worden sind.
Es gibt unbemannte und bemannte Waffensysteme, die auf der Wasseroberfläche als Überwasserwaffensysteme und unter der Wasseroberfläche als Unterwasserwaffensysteme ihren Zweck als Waffe erfüllen sollen.
Zu den Aufgabenbereichen der Überwasserwaffensysteme gehören:
- Luftfahrzeug-Abwehr
- Überwasserfahrzeug-Abwehr
- Unterwasserfahrzeug-Abwehr
- Landfahrzeug, Artillerie-Abwehr
- Minen-Abwehr
- Aufklärung und Spionage-Abwehr
- Versorgungs- und Transportfahrzeug